# Pouteria atabapoensis
Pouteria atabapoensis é um espécie de planta na família Sapotaceae. É encontrada na Venezuela e no Brasil.